# Wincenty Skarżyński
Wincenty Skarżyński herbu Bończa – podstoli łęczycki w latach 1758–1779.
W 1764 roku był elektorem Stanisława Augusta Poniatowskiego z województwa łęczyckiego.